# Handelskompani
Handelskompani var en form av företagande som var det dominerande sättet att bedriva handel under 1600- och 1700-talet.
Första anledningarna till dess uppkomst var de nya handelsvägar som öppnades efter de stora geografiska upptäckterna under 1400-talet, exempelvis direkta förbindelser med Indien, och även Amerika drogs in i världshandeln. Då dessa resor krävde mycket kapital för att kunna företas, och då ofta handelsplatser och till och med befästningsverk på plats behövde etableras, drevs kompanierna gemensamt av flera privatpersoner, som alla bidragit med en viss summa, för att dela på risken. Kompanierna hade ofta nära kontakt med staten, och fick oftast monopol inom landet och andra handelsprivilegier, mot att monarken fick ta del av kompaniets vinst.
Handelskompanierna fungerade fram till slutet av 1700-talet, då internationella förbindelser och den enskilda företagsamheten vuxit sig starkare. Ofta överlämnades de då till staten som fick ta hand om deras skulder.

## Svenska handelskompanier i urval
- Afrikanska kompaniet
- Svenska Ostindiska Companiet
- Svenska Västindiska Kompaniet
- Levantiska kompaniet
- Söderkompaniet
- Tobakskompaniet
- Västerviks skeppskompani

## Övriga handelskompanier i urval
- Brittiska ostindiska kompaniet
- Danska Västindiska Kompaniet
- Danska ostindiska kompaniet
- Franska Västindiska kompaniet
- Nederländska ostindiska kompaniet
- Nederländska västindiska kompaniet
- Hudson Bay-kompaniet
- Rysk-amerikanska kompaniet